# Fernana
Fernana (àrab: فرنانة, Firnāna) és una ciutat de Tunísia a la governació de Jendouba, situada uns 20 km al nord de Jendouba i uns 23 al sud de Tabarka, amb una població d'uns 17.000 habitants i a 269 metres sobre el nivell de la mar. És capçalera d'una delegació amb 54.100 habitants.

## Economia
Ciutat agrícola, en els darrers anys s'hi ha desenvolupat el turisme de pas entre la zona costanera de Tabarka i Aïn Draham i el jaciment arqueològic de Bul·la Règia.

## Administració
És el centre de la delegació o mutamadiyya homònima, amb codi geogràfic 22 53 (ISO 3166-2:TN-12), dividida en qunze sectors o imades:
- Fernana (22 56 51)
- Oued Ghrib (22 56 52)
- Rabiaa (22 56 53)
- Ouled Mefada (22 56 54)
- El Gouaïdia (22 56 55)
- Beni M'tir (22 56 56)
- Gloub Ethirane (22 56 57)
- Gloub Ethirane Nord (22 56 58)
- Hedhil (22 56 59)
- El Adhar (22 56 60)
- Jaouaouada (22 56 61)
- Aïn El Beya (22 56 62)
- Bou Hertma (22 56 63)
- Halima (22 56 64)
- Sidi Ammar (22 56 65)

Al mateix temps, forma una municipalitat o baladiyya (codi geogràfic 22 15). Al seu interior, al sector o imada de Beni Mtir hi ha la municipalitat homònima, amb codi 22 16.